# 戈伊略爾科查山 (尤拉克馬爾卡區)
8°40′58″S 77°49′11″W / 8.68278°S 77.81972°W
戈伊略爾科查山（Quyllurqucha），是秘魯的山峰，位於該國北部安卡什大區，由瓦伊拉斯省的尤拉克馬爾卡區負責管轄，屬於布蘭卡山脈的一部分，海拔高度4,800米。